# Union bancaire

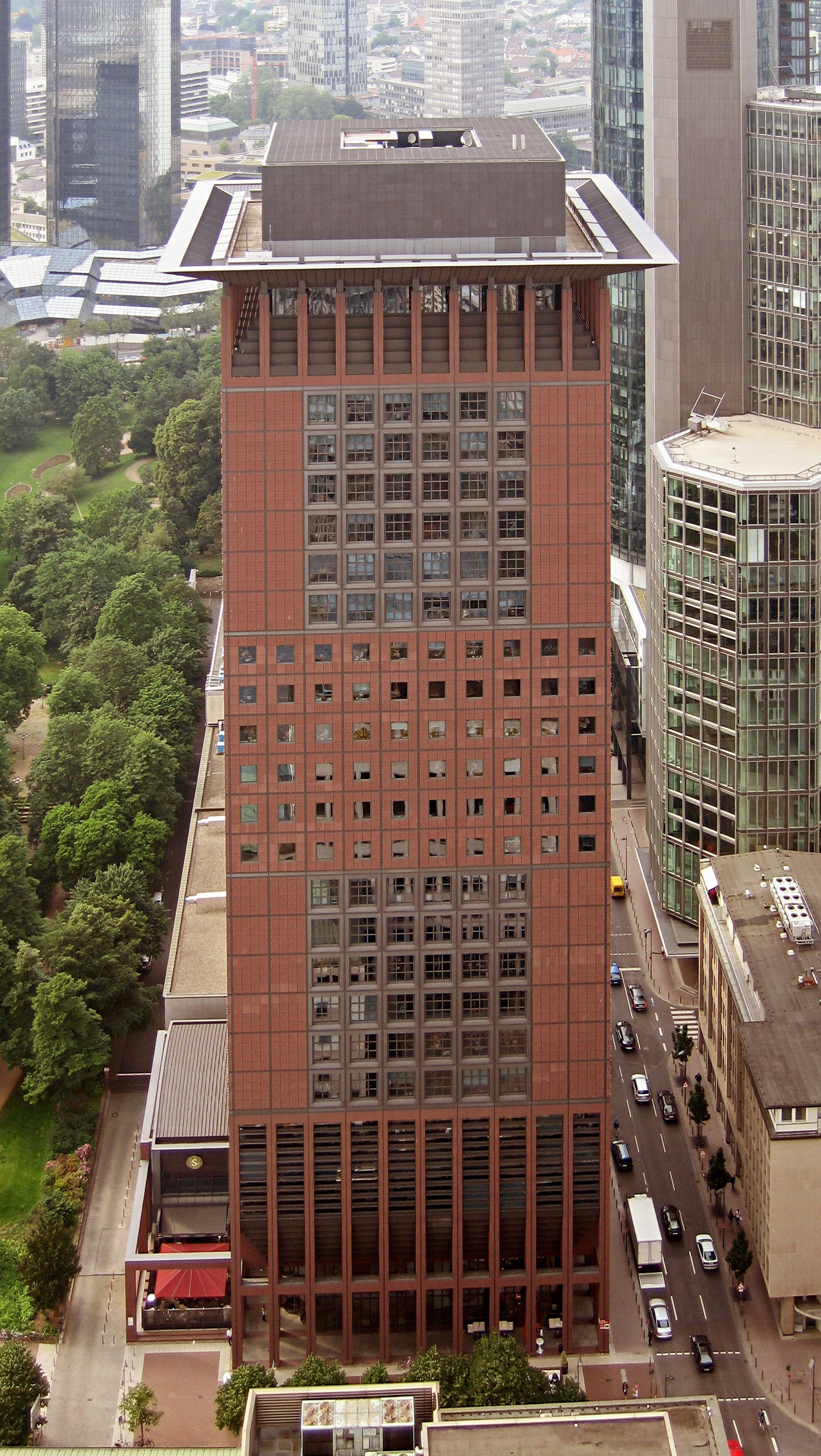
Siège temporaire de l'Union bancaire à Francfort-sur-le-Main.

L’Union bancaire est une politique publique de l'Union européenne qui a instauré en 2014 un processus européen de surveillance et de gestion des faillites éventuelles des 130 plus grands établissements bancaires. Sa création, liée aux enseignements de la crise de la zone euro, est parfois considérée comme la plus grande politique de convergence économique européenne depuis la création de l'euro. 

## Contexte
La crise économique mondiale de 2008 se propage dans les pays européens par le canal bancaire. La crise de la dette en zone euro, qui remet en cause la convergence économique des pays européens, incite les dirigeants à renforcer la supervision des banques européennes. L'objectif est de protéger les épargnants face aux banques too big to fail.
Le Parlement européen a adopté l'union bancaire le 15 avril 2014. Seuls les pays de la zone euro sont directement concernés, les autres États membres de l'Union européenne sont libres d'y prendre part s'ils le souhaitent.

## Organisation
L'Union bancaire repose sur un système de supervision bancaire, le mécanisme de supervision unique, et sur un mécanisme de résolution unique qui traite les défaillances de banques. Ces deux piliers doivent être complétés par un système commun de protection des dépôts.

### Mécanisme de supervision unique (MSU)
Il s'agit d'un mécanisme adossé à la Banque centrale européenne. Sa présidente, Danièle Nouy, a été nommée en décembre 2013 par le Conseil de l'Union européenne. Le MSU est chargé de superviser les 130 plus grandes banques de la zone euro. Son rôle est de surveiller et de sanctionner ces banques afin qu'elles ne menacent pas la stabilité financière de la zone.

### Mécanisme de résolution unique (MRU)
Le Mécanisme de résolution unique consiste du Conseil de résolution unique qui établit des règles, des procédures et des modalités pratiques harmonisées pour les résolutions bancaires dans l'UE, et du Fonds de résolution unique qui doit atteindre 55 milliards d'euros en 2025 contribué par les banques. Mais « les modalités précises de participation des banques ne sont pas claires ». En attendant les États devront résoudre les éventuels problèmes de leurs banques seuls en demandant au besoin l'aide du mécanisme européen de stabilité, comme l'a fait l'Espagne en 2012.

## Procédure
1. La Banque centrale européenne qui supervise les 130 grandes banques européennes à compter de 2014 doit engager une procédure en cas de détérioration grave de la situation d'une banque[6].
2. Le Conseil de résolution composé de fonctionnaires et de représentants des États doit préparer des mesures de résolution du problème[6].
3. Les actionnaires, les créanciers et les déposants devront participer au sauvetage[6]. Il convient de préciser que les dépôts de plus de 100 000 € peuvent eux aussi être mis à contribution[6].
4. Si l'action des actionnaires et des déposants ne suffit pas, le fonds de résolution entre en jeu. Toutefois, lorsque l'effort demandé dépasse les 5 milliards d'euros, les autorités nationales de tous les pays de l'Europe doivent participer au vote. Il s'agit d'éviter que certains pays soient trop sollicités[6].
5. Si le fonds de résolution ne suffit pas à régler le problème, c'est aux pays européens et en premier lieu au pays de la banque en difficulté d'intervenir[6].

## Sources